# Rothschildové

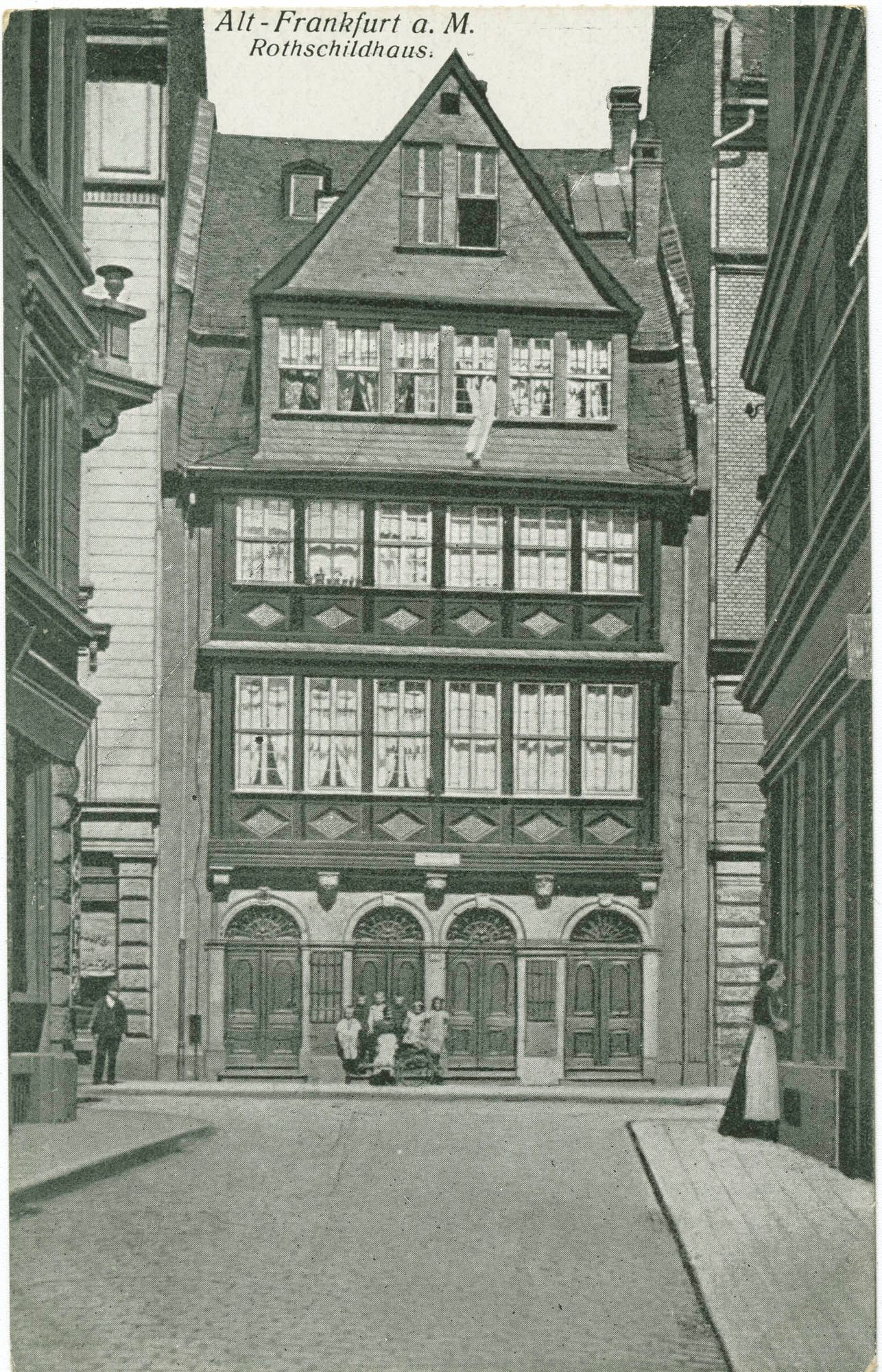
Dům ve frankfurtském ghettu, odkud Rothschildové pocházeli

Rothschildové jsou dynastie židovských finančníků původem z Německa. V průběhu doby byli a jsou činní v mnoha ekonomických a hospodářských oblastech, mimo jiné v investičním bankovnictví a vinařství. Tento rod německých aškenázských židů původem z Frankfurtu nad Mohanem v 18. století rozšířil své aktivity po celé Evropě a některým z nich byly uděleny rakouské a britské šlechtické tituly.

## Původ
Zakladatelem dynastie Rothschildů je Mayer Amschel Rothschild (původním jménem Mayer Amschel Bauer, 23. února 1744 Frankfurt nad Mohanem – 19. září 1812 tamtéž). Zkušenosti ve finančnictví získal u bankovní rodiny Oppenheimů v Hannoveru (část této rozvětvené rodiny byla usedlá i v Praze, viz například vrchní rabín David Oppenheim). Po smrti svého otce Mosese Amschela Bauera zdědil jeho obchod ve frankfurtském ghettu a přejmenoval se na Mayer Amsel Rothschild, podle červeného štítu, který visel před otcovým domem. Postupem času se stal velice vlivným a bohatým finančníkem, zvláště díky výnosným obchodům a transakcím a také díky tomu, že se stal správcem obrovského majetku lantkraběte Viléma I. Hesenského.
Mayer Amsel Rothschild se 29. srpna 1770 oženil s Gutele Schnapperovou (1753–1849), měli spolu pět synů a pět dcer. Své finanční impérium rozšířil za hranice Německa tím, že syny poslal do pěti měst v různých evropských zemích, aby tam začali podnikat (Frankfurt nad Mohanem, Vídeň, Londýn, Neapol a Paříž). V případě nepříznivé situace v jedné zemi si měli bratři navzájem pomáhat, což se opravdu dělo, po celou dobu jejich života úzce spolupracovali; každý ve své nové vlasti založil novou větev rodu. Rodinné bohatství mělo dále být zachováváno prostřednictvím dohodnutých svateb mezi bratranci z prvního nebo druhého kolene, hlava rodiny měla zůstat ve Frankfurtu. Posílání zboží mezi syny bylo základem pro mezinárodní přepravní právo v moderním pojetí (z domu do domu). V roce 2005 byl Mayer Amsel Rothschild označen časopisem Forbes jako sedmý nejvlivnější podnikatel všech dob a jako „zakladatel mezinárodního finančnictví“.

## První generace
- Amschel Mayer Rothschild (1773–1855), sídlo: Frankfurt nad Mohanem. Amschel byl nejstarší syn, po svém otci převzal obchody ve Frankfurtu nad Mohanem a stal se hlavou rodu. Frankfurt zůstal místem, kde se celá rodina setkávala.

- Salomon Mayer Rothschild (1774–1855), sídlo: Vídeň. Stal se zakladatelem rakouské dynastie Rothschildů, která byla jedním z hlavních financovatelů Metternichova režimu a tím i celého Německého spolku. Solomonovi nebylo původně umožněno kupovat půdu, v roce 1822 byl však spolu s bratry uveden do šlechtického stavu a nakoupil množství pozemků. V roce 1836 získal koncesi na výstavbu Severní dráhy císaře Ferdinanda, stal se také vlastníkem Vítkovických železáren.

- Nathan Mayer Rothschild (1777–1836), sídlo: Londýn. Mezi lety 1790 a 1800 působil jako obchodník s textilem v Manchesteru. V roce 1811 založil v Londýně banku N. M. Rothschild & Sons, která je činná dodnes (viz internetové stránky).[2] Investoval také do britské Východoindické společnosti. Jmění vydělal mezi lety 1813 a 1815 za napoleonských válek, kdy se mu podařilo získat smlouvu na financování Wellingtonovy britské armády ve Španělsku a Portugalsku (Evropa byla v té době pod Napoleonovou kontinentální blokádou). V roce 1818 poskytl pruské vládě velkou půjčku; emise dluhopisů a půjčky zůstaly hlavní činností jeho banky.

- Carl Mayer von Rothschild (1788–1855), sídlo: Neapol. Do Neapole se odstěhoval v roce 1821, kde spravoval finance rakouských vojáků. Založil bankovní instituci, která ale existovala jen do roku 1864. Později se přejmenoval z Kalman Rothschild na Carl Mayer von Rothschild.

- James de Rothschild (1792–1868), sídlo: Paříž. Byl nejmladší z pěti bratrů, v roce 1812 odešel do Paříže, kde založil bankovní instituci Rothschild Frères; později se přejmenoval z Jakoba Rothschilda na James de Rothschild. Stal se jedním z nejvýznamnějších francouzských finančníků a sloužil jako poradce francouzských králů. Financoval také výstavbu železnic a dolů. Jeho banku znárodnil spolu s ostatními v roce 1982 François Mitterrand.

Všichni bratři byli 29. září 1822 uvedeni Rakouskem do šlechtického stavu a směli uvádět titul Freiherr – svobodný pán.

## Další významní Rothschildové
(podle data narození)

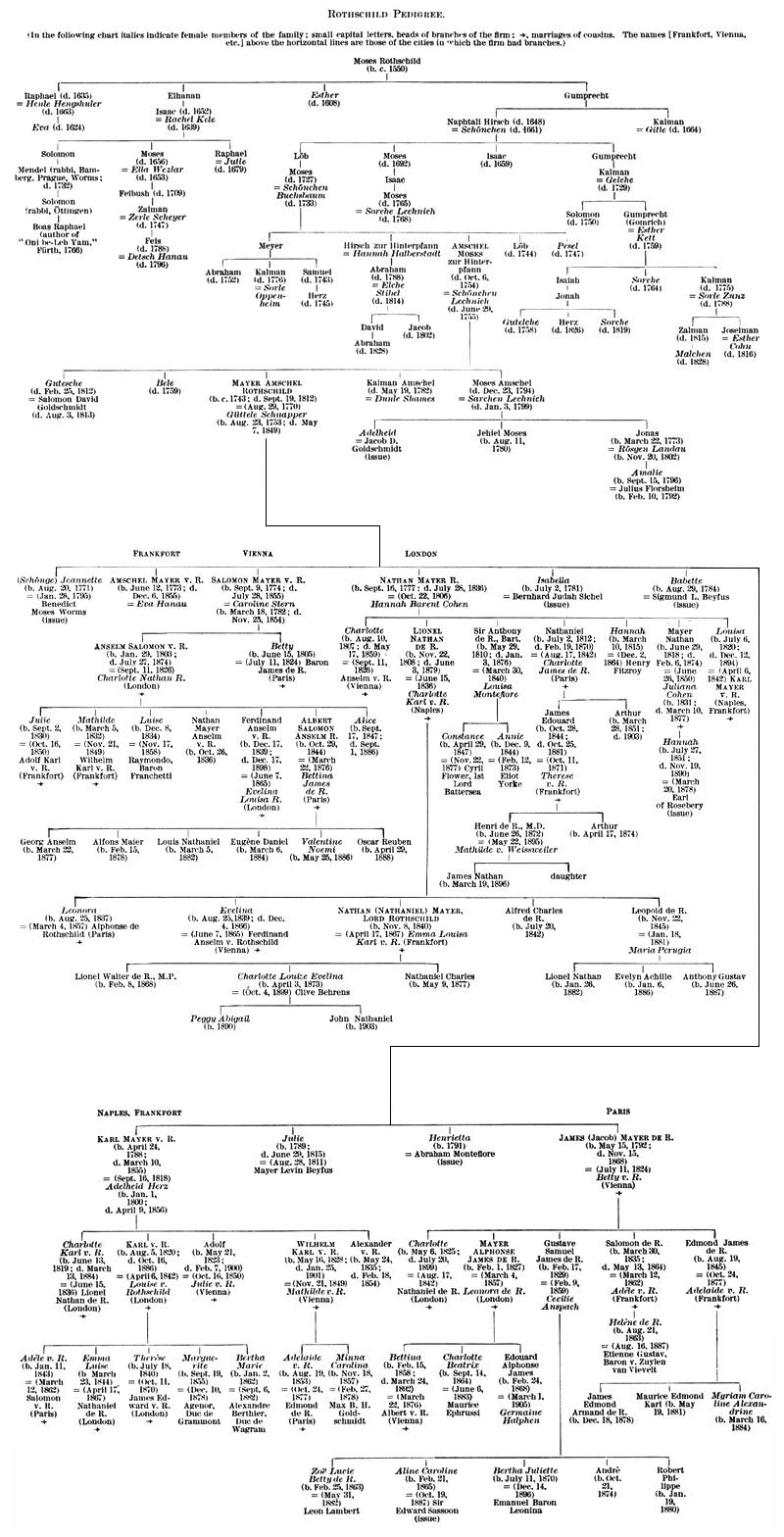
Rodokmen Rothschildů

- Anselm Salomon von Rothschild (1803–1874), zakladatel rakouské společnosti Creditanstalt.
- Lionel Nathan de Rothschild (1808–1879), bankéř a první židovský člen britské dolní sněmovny – Dolní sněmovna Spojeného království.
- Mayer Carl von Rothschild (1820–1886), v roce 1853 postavil zámek Rennhof.
- Nathaniel Meyer von Rothschild (1836–1905), vídeňský bankéř.
- Nathan Mayer Rothschild, první baron Rothschild (1840–1915), britský bankéř, v roce 1885 se stal peerem.
- Ferdinand de Rothschild (1839–1899), byl spoluzakladatelem britské lóže svobodných zednářů pojmenované po něm: Ferdinand Rothschild Lodge No. 2420.
- Edmond James de Rothschild (1845–1934), francouzský sionista, filantrop, mecenáš a sběratel.
- Maximilian von Goldschmidt-Rothschild (1843–1940), německý bankéř, mecenáš a sběratel umění.
- Albert Salomon Anselm von Rothschild (1844–1911), jeden z nejvýznamnějších představitelů rakouské větve Rothschildů.
- Lionel Walter Rothschild, druhý baron Rothschild (1868–1937), britský bankéř a zoolog.
- Louis Nathaniel von Rothschild (1882–1955), poslední důležitý představitel vídeňské větve Rothschildů.
- Philippe de Rothschild (1902–1988), dědic vinice Château Mouton-Rothschild u Bordeaux.
- Pauline Fairfax-Potter, baronka de Rothschild (1908–1976), americká módní ikona, designérka a spisovatelka.
- Guy de Rothschild (1909–2007), francouzský bankéř, průmyslník, zabýval se také koňskými sporty.
- Elie de Rothschild (1917–2007), francouzský bankéř a vinař.
- Lynn Rothschild (* 1957), americká evoluční bioložka a astrobioložka.
- Nathaniel Philip Rothschild (* 1971), finančník.
- Simon de Rothschild, pátý baron Rothschild (* 1972), bývalý ředitel Canadian Northern Railway.
- David Mayer de Rothschild (* 1978), britský dobrodruh, ekolog a šéf Adventure Ecology.

## Aktivity Rothschildů
Desetiletí po smrti Mayera Amsela Rothschilda se stali Rothschildové nejvýznamnějšími bankéři Evropy, významně přispěli industrializaci Evropy a financovali mimo jiné železnice nebo stavbu Suezského kanálu. Pomocí zvláštního systému půjček učinili francouzskou vládu závislou na jejich (Rothschildovských viz Jan van Helsing "Tajné společnosti ") vlastních bankách, které vlastnili.[zdroj?] Rothschildové také našli zalíbení ve sběratelství cenných předmětů a filantropii.

### Stavitelství

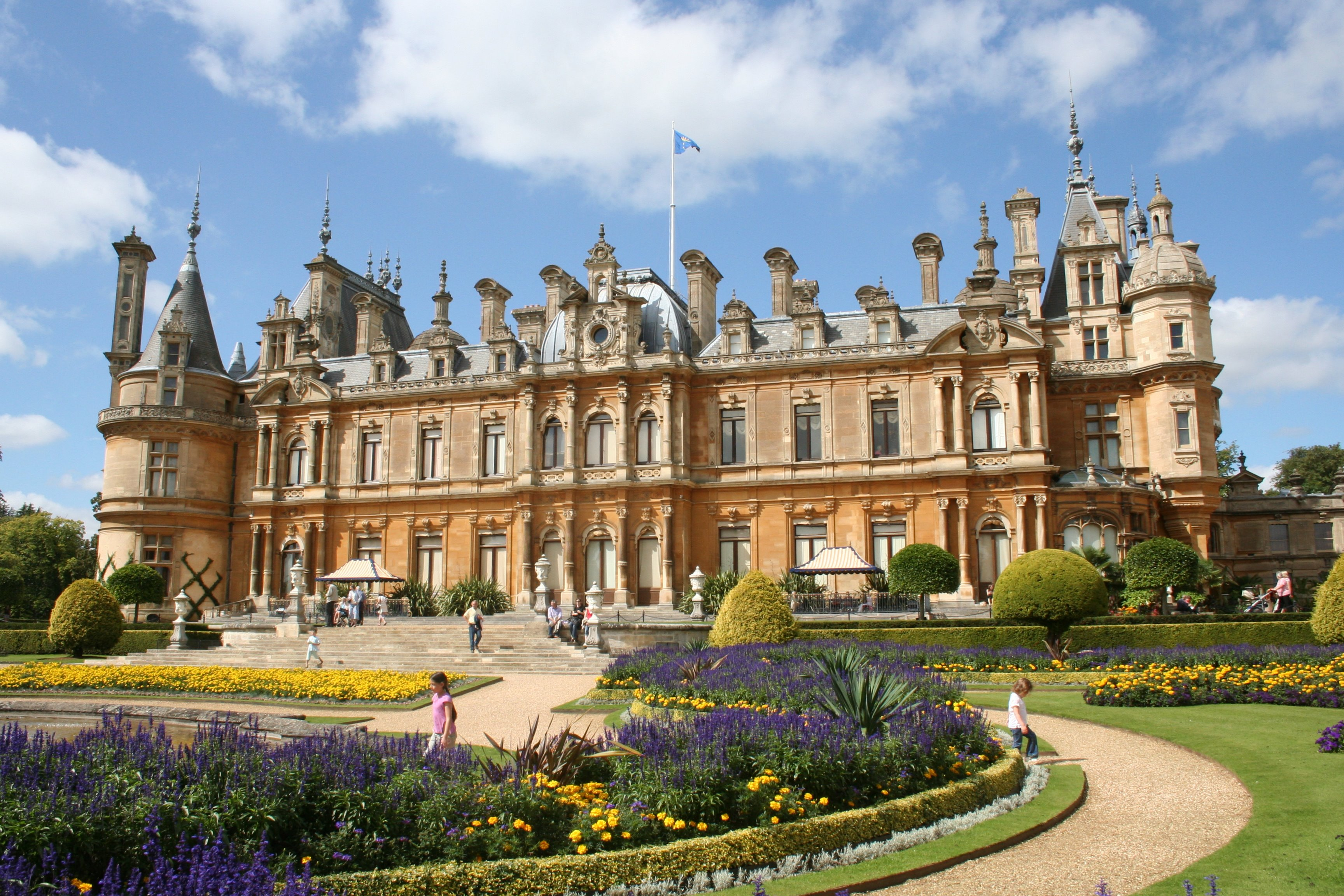
Waddesdon Manor

V letech 1874–1889 byla na zakázku Ferdinanda von Rothschild vystavěna rezidence Rothschildů v anglickém Buckinghamshire: Waddesdon Manor, kde se nachází archiv přes 15 000 lahví vín z rothschildovských vinic. James de Rothschild postavil mezi lety 1855–1859 zámek Ferrières en Brie, na konci 19. století postavil Nathaniel Meyer von Rothschild Schloss Rothschild v Dolním Rakousku.

### Vinařství
Rothschildové jsou dodnes velice činní ve vinařství. Nathaniel, třetí syn Nathana, získal v roce 1853 Château Mouton-Rothschild u Bordeaux, James de Rothschild získal v roce 1868, krátce před svou smrtí, renomovanou vinici Château Lafite-Rothschild. Edmond James de Rothschild se stal v roce 1873 vlastníkem Château Clarke a podporoval výstavbu dalších vinic, mimo jiné i u prvních novodobých židovských osadníků v Palestině.

### Sionismus
Rothschildové byli přívrženci vzniku samostatného židovského státu, Edmond James de Rothschild byl patronem prvních novodobých židovských osad v Palestině. Balfourova deklarace, ve které se britská vláda vyjádřila pro založení židovské domoviny v Palestině, byla adresována předsedovi britské sionistické organizace Walteru Rothschildovi, druhému baronu Rothschildovi.

## Rothschildové vpopulární kultuře
Příběhy rodu Rothschildů byly ztvárněny v řadě děl, např. v hollywoodském filmu The house of Rothschild z roku 1934 nebo v muzikálu The Rothschilds z roku 1970. Za německého nacistického režimu byli Rothschildové v propagandistickém filmu Der ewige Jude (Věčný žid) dáváni jako příklad sílícího vlivu a nečestnosti židovského obyvatelstva.
Ve Francii je jméno Rothschild asociováno s extrémním bohatstvím, le goût Rothschild znamená velice okázalý způsob života; stejně tak jako v Izraeli, kde je rozšířené pořekadlo „kdybych byl Rothschild“.

### Konspirační teorie
Díky svému obrovskému bohatství a vlivu Rothschildové figurují v množství antisemitských a konspiračních teorií.
Americký spisovatel Ezra Pound je při svých rádiových vstupech z Itálie za druhé světové války obvinil z toho, že prostřednictvím bankovních domů zapříčinili obě světové války, aby po nich následně profitovali z půjček centrálním bankám zdevastovaných zemí. Pound měl být po válce souzen za zradu, byl ale prohlášen neschopným předstoupit před soud a dalších třináct let strávil v sanatoriu pro duševně nemocné.
Rothschildové se objevují v teoriích Iluminátů jako jedna ze třinácti dynastií, které vládnou světu, nebo v teorii Nový světový řád (New World Order), kde spolu s Rockefellery, DuPonty, Vanderbilty a členy rodu Bushů jsou jediní praví vládci světového dění.

## Rothschildové dnes
Rothschildové dnes vlastní velké množství podniků a institucí, z nichž jsou nejvýznamnější tyto:
V roce 2003 se spojily francouzské a britské banky vlastněné Rothschildy pod společný holding Concordia BV, s ředitelem Davidem René de Rothschild. Dodnes funguje institut N. M. Rothschild & Sons, který se specializuje na poradenství při akvizicích (v této oblasti je ve Spojeném království druhý nejvýznamnější). V roce 2006 měl zisk před zdaněním 83,2 milionů GBP a aktiva ve výši 5,5 miliard GBP.
Jamesův potomek, Edmond Adolphe de Rothschild (1926–1997) založil LFC Rothschild Group se sídlem v Ženevě, která zahrnuje některé další podniky Rothschildů; specializuje se na asset management a soukromé bankovnictví, stejně tak jako na vinařství, luxusní hotelnictví a jachtařské závody. LFC Rothschild Group v současnosti předsedá Benjamin Rothschild, syn Edmonda Adolpha.
Jakob Rothschild, čtvrtý baron Rothschild (1936–2024) byl vlastníkem IT Capital Partners, největšího investičního trustu ve Spojeném království.